# رونالد شتاين
رونالد شتاين (بالإنجليزية: Ronald Stein)‏ هو ملحن أمريكي، ولد في 12 أبريل 1930 في سانت لويس في الولايات المتحدة، وتوفي في 15 أغسطس 1988 في لوس أنجلوس في الولايات المتحدة بسبب سرطان البنكرياس.

## وصلات خارجية
- رونالد شتاين على موقع IMDb (الإنجليزية)
- رونالد شتاين على موقع ميوزك برينز (الإنجليزية)
- رونالد شتاين على موقع أول ميوزيك (الإنجليزية)
- رونالد شتاين على موقع ديسكوغز (الإنجليزية)
- رونالد شتاين على موقع قاعدة بيانات الفيلم (الإنجليزية)